# Gęsiarka (obraz Wojciecha Kossaka)
Gęsiarka – obraz olejny polskiego malarza Wojciecha Kossaka z 1932 roku, znajdujący się w kolekcji prywatnej.

## Historia
Gęsiarka jest obrazem sygnowanym: Wojciech Kossak | 1932. Obraz powstał na dziesięć lat przed śmiercią malarza, który w swojej twórczości przedstawiał przede wszystkim sceny batalistyczne, rzadziej portrety. Temat dziewczynki pasącej gęsi pojawiał się wcześniej u innych polskich twórców, takich jak: Roman Kochanowski w 1881, Antoni Gramatyka 1881, Józef Rapacki 1929. Dzieło znajduje się w kolekcji prywatnej. W 2002 sprzedano je na aukcji za 12000 złotych.

## Opis obrazu
Kossak przedstawił portret dziewczynki w ludowym stroju na tle wiejskiego krajobrazu. Dziewczyna podpiera sobie lewy łokieć o dłoń prawej założonej ręki. Palcem wskazującym lewej dłoni drapie się po brodzie. Jej spojrzenie skupione jest na jakimś obiekcie w dali. Twarz wyraża tęsknotę. Ma na sobie granatową spódnicę i białą bluzkę z krótkimi rękawami. Na głowę zarzuciła czerwoną zapaskę. W tle na prawo od postaci pasterki widać kilka gęsi, ponad nimi dwa pasące się konie. Górną część obrazu wypełnia zachmurzone niebo, które przebijają charakterystyczne, sterczące pionowo, długie gałęzie kilku wierzb białych. Trudno określić, o jaką porę roku chodzi.